# 알렉산더 알본
알렉산더 알본 안수신하(Alexander Albon Ansusinha, 태국어: อเล็กซานเดอร์ อัลบอน อังศุสิงห์, RTGS: Aleksandoe Anbon Angsusing, 1996년 3월 23일 ~ )는 태국과 영국의 자동차 경주 선수이다. 현재 태국 국적으로 윌리엄스 F1에 소속되어 포뮬러 원에서 경쟁하고 있다. 이전에는 스쿠데리아 토로 로소와 레드불 레이싱에서 활동하였으며, AF 코르세 소속으로 독일 투어링카 마스터즈에서도 경주하였다.
1996년 3월 23일 잉글랜드 런던에서 영국의 전 자동차 경주 선수인 나이젤 알본과 태국인인 칸카몰 사이에서 태어났다. 레드불 주니어 팀으로 2012년 유로컵 포뮬러 르노 2.0 시즌에 참여하였고, 2014년 시즌에서 3위로 챔피언십을 마쳤다. 2015년 FIA 포뮬러 3 유러피언 챔피언십에서 7위, 2016년 GP3 시리즈에서 팀메이트 샤를 르클레르에 이은 2위로 시즌을 마쳤다.
2017년 FIA 포뮬러 2 챔피언십에서 ART 소속으로 참여하여 10위를 달성, 이듬해 DAMS 팀으로 레이스 4회 우승을 포함하여 챔피언십 3위를 달성했다. 2019년 포뮬러 원에 스쿠데리아 토로 로소 소속 다닐 크비얏의 팀메이트로 데뷔하였다. 12경기 후 레드불 레이싱의 막스 페르스타펀의 팀메이트로 피에르 가슬리를 대체하여 출전하였고, 2020년 토스카나 그랑프리에서 첫 포디엄 피니시를 달성했다. 2021년 세르히오 페레즈로 교체되어 예비 드라이버가 되었다가 이듬해인 2022년 시즌 윌리엄스 F1으로 옮겼다.